# 九州大学先導物質化学研究所
九州大学先導物質化学研究所（きゅうしゅうだいがくせんどうぶっしつかがくけんきゅうじょ、英称：Institute for Materials Chemistry and Engineering, Kyushu University）は、九州大学の附置研究所で、化学による新たな実用的な物質・材料の創出を目的としている研究所である。2003年に九州大学の機能物質科学研究所と九州大学有機化学基礎研究センターが統合・改組して発足した。
東北大学多元物質科学研究所、北海道大学電子科学研究所、東京科学大学総合研究院化学生命科学研究所、大阪大学産業科学研究所と「物質・デバイス領域共同研究拠点」（共同利用・共同研究拠点）を形成している。また、名古屋大学物質科学国際研究センター、北海道大学触媒科学研究所、京都大学化学研究所元素科学国際研究センターと共同で「統合物質創製化学研究推進機構」(IRCCS) を形成している。
九州大学筑紫地区（福岡県春日市）および九州大学伊都地区（福岡市西区）に所在する。略称は先導研またはIMCE。

## 概要
九州大学の附置研究所だった機能物質科学研究所と、学内共同教育研究施設だった有機化学基礎センターを統合・改組し、2003年発足した。新しい機能性分子の合成、新しい分子集積の化学、有機・無機融合材料の化学、先端材料の素子化に関する化学など、多岐にわたる研究に取り組むとともに、各分野の研究グループが連携して、「物質化学における先導的な総合研究」を展開することを目的としている。

## 沿革
- 1944年 九州帝国大学木材研究所が設立。
- 1949年 九州大学生産科学研究所として再編。
- 1987年 九州大学機能物質科学研究所として再編。
- 1993年 九州大学基礎有機化学研究センター設立。
- 2003年 九州大学機能物質科学研究所と九州大学有機化学基礎研究センターを融合・改組して、先導物質化学研究所が設立。
- 2010年 物質・デバイス領域共同研究拠点（ネットワーク型共同利用・共同研究拠点）に認定。

## 組織
- 物質基盤化学部門
  - ナノ界面物性分野
  - 反応・物性理論分野
  - 分子物質科学分野
  - 多元分子触媒分野
  - 生命有機化学分野
- 分子集積化学部門
  - クラスター分子化学分野
  - 多次元分子配列分野
  - 集積分子機能分野
  - 医用生物物理化学分野
  - 複合分子システム分野
  - ソフト界面分野
- 融合材料部門
  - ナノ組織化分野
  - ヘテロ融合材料分野
- 先端素子材料部門
  - ナノ構造評価分野
  - 先端光機能材料分野
  - 極限環境プロセス分野
  - エネルギー材料分野
  - ミクロプロセス制御分野
- ソフトマテリアル部門
  - ソフトマテリアル学際化学分野
- 物質機能評価センター
  - 物質機能評価室
  - 研究支援室

## 大学院教育
先導物質化学研究所の研究室に所属する学生は、下記のいずれかの学府・専攻に所属して学ぶことになっている。
- 九州大学大学院 総合理工学府
  - 物質理工学専攻
  - 量子プロセス理工学専攻
- 九州大学大学院 統合新領域学府
  - オートモーティブサイエンス専攻
- 九州大学大学院工学府
  - 物質創造工学専攻
- 九州大学大学院 理学府
  - 化学専攻

## 所在地
- 筑紫地区 福岡県春日市春日公園6丁目1番地
- 伊都地区 福岡県福岡市西区元岡744番地